# Serixia coomani
Serixia coomani là một loài bọ cánh cứng trong họ Cerambycidae.